# ما جونغ
ما جونغ، ماه جونغ (بالصينية: 麻将) هي لعبة صينية تشبه الدومينو، تم إدخالها إلى الغرب في سنوات العشرينيات.

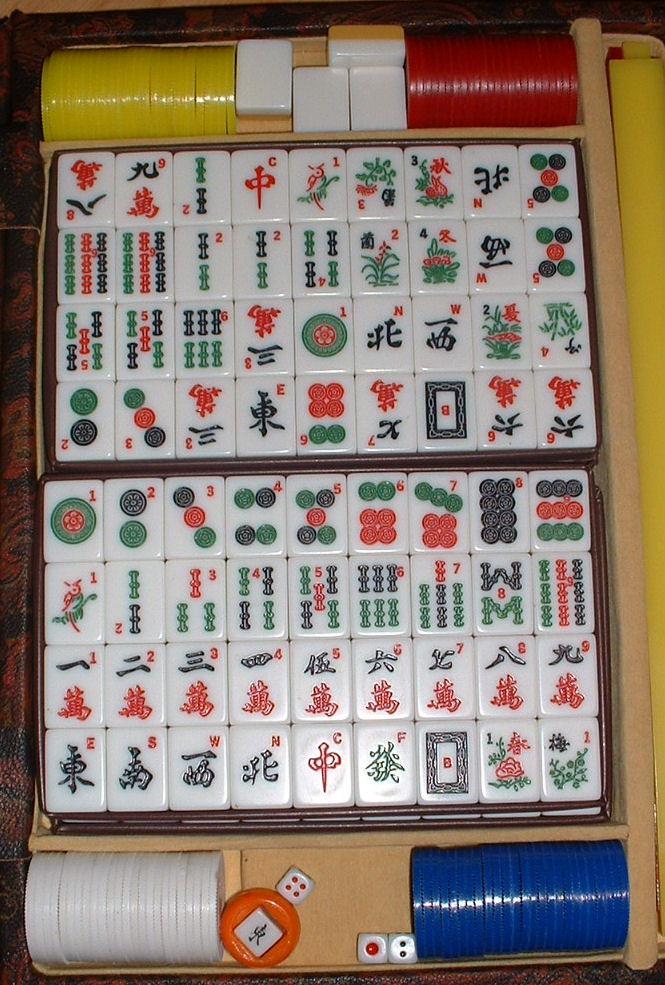
عدة لعب الماجونغ

## القطع
تلعب الما جونغ بواسطة قطع صغيرة تسمى القراميد، على شكل قطع دومينو مرسوم على أحد طرفيها أشكال مختلفة. تتألف اللعبة من 144 قطعة، مقسمة على الطريق التالية:
- القراميد الـ107 العادية، وتتألف من:
  - أربع مجموعات من 9 قطع بامبو (36 في المجموع).
  - 4 مجموعات من الدوائر مرقمة من 1 على 9 (36 في المجموع).
  - 4 مجموعات ثم 9 مقاطع لحروف صينية (36 مجموعة).
- مجموعة التشريفات العادية (4 تنانين حمراء، 4 تنانين خضراء و 4 تنانين بيضاء).
- مجموعة التشريفات العليا (4 رياح شمالية، 4 رياح جنوبية، 4 رياح غربية و4 رياح شرقية).
- وأخيرا مجموعة التشريفات المطلقة (4 زهور، 4 فصول).

## قواعد اللعبة
تختلف قواعد اللعبة حسب البلد والثقافة. يشارك أربعة لاعبين في الماه جونغ. جرت العادة أن يحمل كل لاعب اسما من أسماء الرياح، شمالية، غربية، جنوبية أو شرقية. لم يتبق من هذه العادة اليوم إلا اسم الرياح الشرقي. يتم خلط القطع ثم يشكل اللاعبون سورا من 18 قرميدة مقسمة طوليا على صفين. يتم وضع القطع على ظهرها حتى لا تظهر الأشكال المرسومة. يجب أن تؤلف الجدران الأربعة في النهاية شكلا مربعا. يتم تحديد الموضع الذي تستحدث فيه الثغرة في الجدار الرباعي. يأخذ كل لاعب قطعة من الجدار، وتستمر اللعبة حتى يجمع أحدهم 14 قطعة (ويكون عند الآخرين 13 قطعة).
هدف اللعبة هو تشكل ما يسمي "اليد"، أي تشكيلة من ثلاث إلى أربع قراميد متشابهة أو سلسلة من الأرقام المتتابعة. يأخذ كل لاعب قطعة من الجدار الرباعي ويضيفها إلى تشكيلته، ثم يقوم بإعادة قطعة من قطعه إلى الجدار. في بعض الأحيان يقوم اللاعبون الآخرين بالتقاط القطع التي يتخلى عنها غيرهم لاستكمال تشكيل اليد. يعتبر اللاعب اذي يكمل تشكيلته أولا هو الرابح، ويتوجب على الآخرين أن يدفعوا له مقدار اللعبة التي في يده,.يتم تقييد النتيجة على ورقة خاصة.